# Parque Estadual de Itaúnas

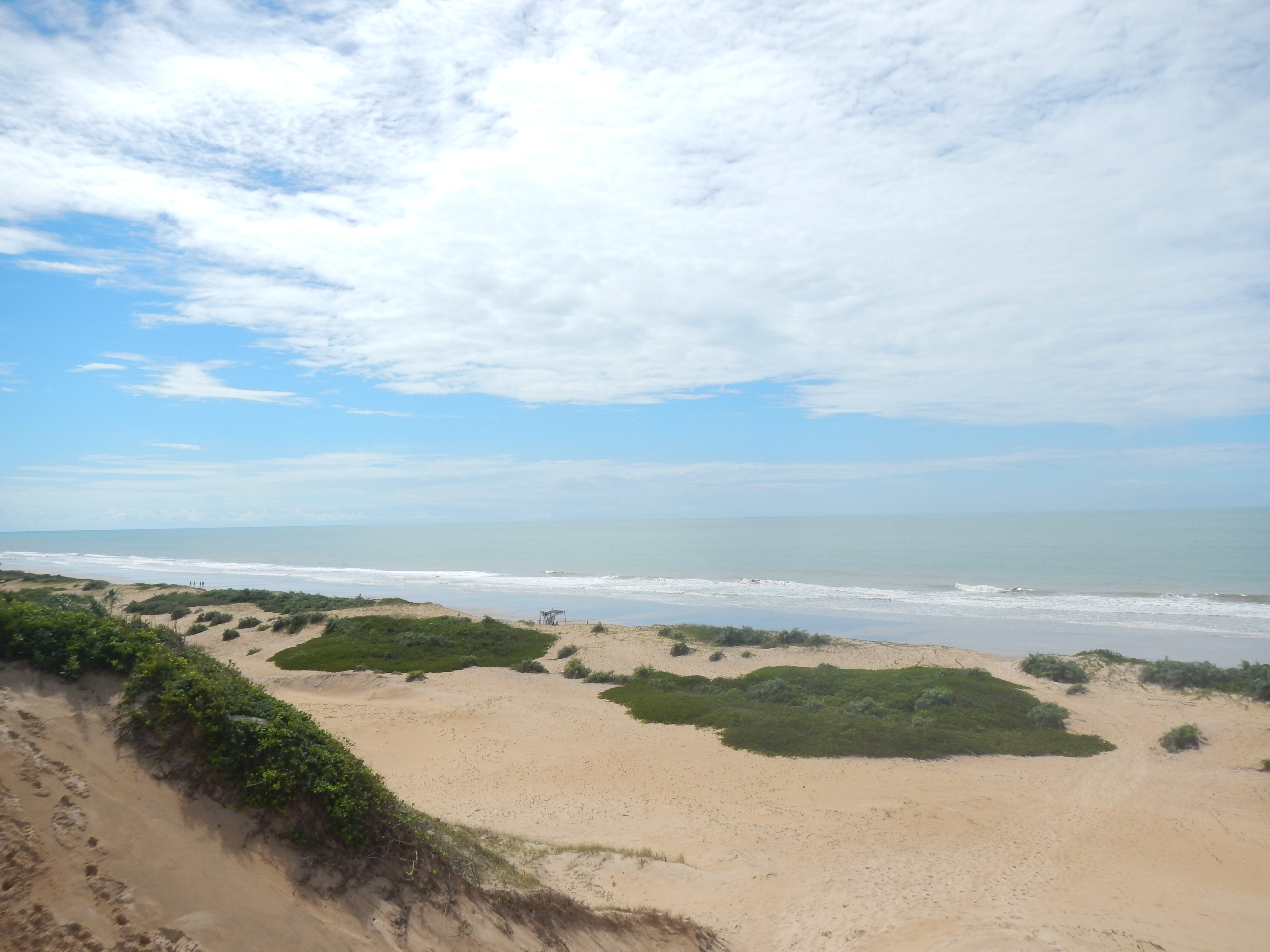
Dunas do Parque Estadual de Itaúnas.

O Parque Estadual de Itaúnas é uma área protegida brasileira do estado do Espírito Santo, pertencente ao Sistema Nacional de Unidades de Conservação da Natureza. Está totalmente inserido dentro do município de Conceição da Barra.

## Patrimônio local
O Parque possui uma área de 3.200 hectares onde coexiste uma grande biodiversidade de espécies, espalhadas no relevo da região: mata atlântica, manguezal, restinga, alagados, tabuleiro, rio, dunas e 25 quilômetros de praias, o que transforma a área de preservação do parque em manancial de enorme riqueza para a manutenção da manutenção da vida.O conjunto do Parque Estadual de Itaúnas é considerado pelos ecologistas como sendo um dos mais belos locais do Espírito Santo. É frequente encontrar na área profissionais da ciência desenvolvendo atividades científicas relacionadas à preservação, tais como pesquisa, catalogação de espécies animais, acompanhamento do ecossistema botânico, monitoração dos mangues, estudos hidrológicos, etc.
Dos 25 km de orla marítima do Parque, devido à própria preservação, apenas três quilômetros podem ser acessados pelo público em geral, onde são encontrados quiosques e uma infra-estrutura mínima para atender aos visitantes.

## História
O Parque foi criado em 8 de novembro de 1991 através do decreto 4967-E e já no ano seguinte a UNESCO o declarou como Patrimônio da Humanidade por fazer parte da Reserva da Biosfera da Mata Atlântica. Ganhou este nome porque nele se encontra o Rio Itaúnas, cuja bacia hidrográfica drena as águas de oito municípios.